# Joint Task Force Bravo
Joint Task Force Bravo är USA:s expeditionsstyrka inom USA:s södra kommando (USSOTHCOM) i Centralamerika. Styrkan har sin huvudbas på Soto Cano-flygbasen i Honduras, och leds av General Laura J. Richardson.
JTF-Bravo har ett brett uppdrag som omfattar allt från att stödja kampen mot droger och organiserad brottslighet till att delta i humanitära insatser och katastrofhjälp. Genom att samarbeta med partnerländer i regionen bidrar styrkan till att bygga kapacitet och främja regional samverkan och säkerhet. Dess strategiska placering och förmåga att snabbt svara på kriser gör JTF-Bravo till en första respondent i händelse av naturkatastrofer och andra nödsituationer i regionen.

## Uppdrag och verksamhetsområde
Som gäster hos värdnationen Honduras och som USSOUTHCOM:s högsta representanter på Soto Cano-flygbasen upprätthåller JTF-Bravo en framträdande närvaro och genomför samt stödjer gemensamma operationer och aktiviteter för att förbättra regional säkerhet, stabilitet och samarbete. Uppgiftsstyrkans verksamhetsområde omfattar alla sju nationer i Centralamerika: Belize, Guatemala, El Salvador, Honduras, Nicaragua, Costa Rica och Panama, vilket ger den en bred geografisk räckvidd för sina operationer.

## Organisation
JTF-Bravo består av ett gemensamt högkvarter och fem större underordnade kommandon, inklusive följande:
- 1st Battalion, 228th Aviation Regiment, som erbjuder tung vertikal lyftkapacitet och medicinsk evakuering.
- 612th Air Base Squadron, som tillhandahåller stöd för flygbasoperationer.
- Army Forces / Joint Support Battalion, som erbjuder administrativt och logistiskt stöd.
- Medical Element (MEDEL), som tillhandahåller medicinska tjänster och genomför medicinska beredskapsövningar.
- Joint Security Force (JSF), som ansvarar för säkerhet och brottsbekämpning.

Dessutom kan JTF-Bravo vid behov ta taktisk kontroll över eller etablera stödjande relationer med andra försvarsstyrkor som opererar inom Centralamerika.

## Historia och utveckling
Sedan dess grundande på 1980-talet för att motverka sovjetiskt och kommunistiskt inflytande i regionen har JTF-Bravo anpassat sitt uppdrag för att möta de föränderliga hoten. Från att ha fokuserat på att bekämpa droger och erbjuda humanitärt stöd under 1990-talet och 2000-talet, har styrkan sedan 2016 riktat in sig på att bekämpa transnationella och transregionala hot. Genom att använda ett nätverksbaserat tillvägagångssätt strävar JTF-Bravo efter att stoppa hot innan de når USA:s gränser eller destabiliserar partnerländer.

## Framtiden för JTF-Bravo
Med sin unika position och det operativa högkvarteret i USSOUTHCOM:s ansvarsområde och med decennier av relationsskapande aktiviteter, fortsätter JTF-Bravo att vara en nyckelspelare i USA:s ansträngningar att främja säkerhet och stabilitet i Centralamerika. Genom att arbeta tillsammans med partnerländer och andra amerikanska myndigheter, spelar JTF-Bravo en avgörande roll i att forma en säkrare och mer stabil region.